# Франция на летних Олимпийских играх 2004
Франция на летних Олимпийских играх 2004 была представлена 308 спортсменами. По сравнению с прошлыми играми Франция набрала на 5 медалей меньше. Главной героиней в составе сборной Франции стала пловчиха Лор Манаду, завоевавшая 3 медали разного достоинства.

## Награды

### Золото
| Золото |                                                              |                                                                 |
| №      | Спортсмены                                                   | Вид спорта (дисциплина)                                         |
| 1      | Адрьен Арди Себастьен Виейдент                               | Академическая гребля (парная двойка)                            |
| 2      | Жюльен Абсалон                                               | Велоспорт (маунтинбайк)                                         |
| 3      | Бенуа Пешье                                                  | Гребля на байдарках и каноэ (гребной слалом, байдарка-одиночка) |
| 4      | Тони Эстанге                                                 | Гребля на байдарках и каноэ (гребной слалом, каноэ-одиночка)    |
| 5      | Арно Бойто Дидье Курреге Седрик Лиар Жан Тёлере Николя Тузен | Конный спорт (командное троеборье)                              |
| 6      | Фостин Мирре                                                 | Парусный спорт (Мистраль)                                       |
| 7      | Лор Манаду                                                   | Плавание (400 м, вольный стиль)                                 |
| 8      | Эмили Ле Пеннек                                              | Спортивная гимнастика (брусья)                                  |
| 9      | Брис Гияр                                                    | Фехтование (индивидуальная шпага)                               |
| 10     | Жульен Пийе Дамьен Туйя Гаэль Туйя                           | Фехтование (командная сабля)                                    |
| 11     | Эрик Буасс Фабрис Жанне Жером Жанне Юг Обри                  | Фехтование (командная рапира)                                   |

### Серебро
| Серебро |                              |                                      |
| №       | Спортсмены                   | Вид спорта (дисциплина)              |
| 1       | Фредерик Дюфур Паскаль Турон | Академическая гребля (парная двойка) |
| 2       | Жером Тома                   | Бокс (до 51 кг)                      |
| 3       | Арно Турнан                  | Велоспорт (гит на 1000 м)            |
| 4       | Фредерик Жоссине             | Дзюдо (до 48 кг)                     |
| 5       | Малия Метелла                | Плавание (50 м, вольный стиль)       |
| 6       | Лор Манаду                   | Плавание (800 м, вольный стиль)      |
| 7       | Амели Моресмо                | Теннис (женщины)                     |
| 8       | Мирьям Баверель              | Тхэквондо (свыше 67 кг)              |
| 11      | Лора Флессель-Коловиц        | Фехтование (индивидуальная рапира)   |

### Бронза
| Бронза |                                                               |                                                                 |
| №      | Спортсмены                                                    | Вид спорта (дисциплина)                                         |
| 1      | Анна Гомис                                                    | Борьба (женщины, до 55 кг)                                      |
| 2      | Лиз Легран                                                    | Борьба (женщины, до 63 кг)                                      |
| 3      | Арно Турнан Микаэль Бурген Лорен Ганье                        | Велоспорт (командный спринт)                                    |
| 4      | Фабьен Лефевр                                                 | Гребля на байдарках и каноэ (гребной слалом, байдарка-одиночка) |
| 5      | Наман Кейта                                                   | Лёгкая атлетика (бег, 400 м с барьерами)                        |
| 6      | Кристина Аррон Сильвиан Феликс Мюриэль Хюртис Вероник Ман     | Лёгкая атлетика (бег, эстафета 4×100 м)                         |
| 7      | Паскаль Рамбо Ксавье Роар                                     | Парусный спорт (Звёздный)                                       |
| 8      | Юг Дюбоск                                                     | Плавание (100 м, брасс)                                         |
| 9      | Соленн Фиге                                                   | Плавание (200 м, вольный стиль)                                 |
| 10     | Лор Манаду                                                    | Плавание (100 м, на спине)                                      |
| 11     | Паскаль Жентиль                                               | Тхэквондо (свыше 80 кг)                                         |
| 12     | Морин Низима                                                  | Фехтование (индивидуальная шпага)                               |
| 13     | Лора Флессель-Коловиц Сара Данент Морин Низима Хайналька Пико | Фехтование (командная шпага)                                    |

## Результаты соревнований

### Академическая гребля
В следующий раунд из каждого заезда проходили несколько лучших экипажей (в зависимости от дисциплины). В финал A выходили 6 сильнейших экипажей, остальные разыгрывали места в утешительных финалах B-E.
Мужчины
| Соревнование  | Спортсмены                      | Предварительный заезд | Предварительный заезд | Предварительный заезд | Отборочный заезд | Отборочный заезд | Отборочный заезд | Полуфинал | Полуфинал | Полуфинал | Финал   | Финал   | Итоговое место |
| Соревнование  | Спортсмены                      | Заезд                 | Время                 | Место                 | Заезд            | Время            | Место            | Заезд     | Время     | Место     | Время   | Место   | Итоговое место |
| ------------- | ------------------------------- | --------------------- | --------------------- | --------------------- | ---------------- | ---------------- | ---------------- | --------- | --------- | --------- | ------- | ------- | -------------- |
| двойки парные | Себастьен Вьелльден Адриен Арди | 1                     | 6:45,76               | 1 Q                   | не участвовали   | не участвовали   | не участвовали   | 1         | 6:12,40   | 2 QA      | Финал A | Финал A | 1              |
| двойки парные | Себастьен Вьелльден Адриен Арди | 1                     | 6:45,76               | 1 Q                   | не участвовали   | не участвовали   | не участвовали   | 1         | 6:12,40   | 2 QA      | 6:29,00 | 1       | 1              |

Женщины
| Соревнование  | Спортсмены               | Отборочная гонка | Отборочная гонка | Утешительный заезд | Утешительный заезд | Полуфинал | Полуфинал | Финал   | Финал   | Итоговое место |
| Соревнование  | Спортсмены               | Время            | Место            | Время              | Место              | Время     | Место     | Время   | Место   | Итоговое место |
| ------------- | ------------------------ | ---------------- | ---------------- | ------------------ | ------------------ | --------- | --------- | ------- | ------- | -------------- |
| двойки парные | Гаэль Бунье Каролин Дела | 7:41,23          | 4                | 7:03,50            | 4                  |           |           | Финал B | Финал B | 7              |
| двойки парные | Гаэль Бунье Каролин Дела | 7:41,23          | 4                | 7:03,50            | 4                  | 6:52,55   | 1         |         |         | 7              |

### Плавание
Спортсменов — 5
В следующий раунд на каждой дистанции проходили лучшие спортсмены по времени, независимо от места занятого в своём заплыве.
Мужчины
| Спортсмен      | Соревнование        | Предварительные заплывы | Предварительные заплывы | Полуфиналы | Полуфиналы | Финал     | Финал     |
| Спортсмен      | Соревнование        | Результат               | Место                   | Результат  | Место      | Результат | Место     |
| -------------- | ------------------- | ----------------------- | ----------------------- | ---------- | ---------- | --------- | --------- |
| Николя Ростуше | 400 м вольный стиль | 3:50,73                 | 12                      |            |            | Не прошёл | Не прошёл |

Женщины
| Спортсменка                                         | Соревнование          | Предварительные заплывы | Предварительные заплывы | Полуфиналы | Полуфиналы | Финал     | Финал |
| Спортсменка                                         | Соревнование          | Результат               | Место                   | Результат  | Место      | Результат | Место |
| --------------------------------------------------- | --------------------- | ----------------------- | ----------------------- | ---------- | ---------- | --------- | ----- |
| Соленн Фиге Селинн Кудер Орор Монжель Малия Метелла | 4×100 м вольный стиль | 3:42,42                 | 7                       |            |            | 3:40,23   | 5     |

*—участвовали только в предварительном заплыве